# Олімпійський рух
Олімпійський рух — громадський рух, що базується на добровільному об'єднанні громадян та організацій з метою пропаганди ідей олімпізму, здорового способу життя, розвитку фізичної культури та спорту.
Олімпійський рух, що перебуває під верховною владою МОК, включає організації, спортсменів і осіб, які згодні керуватися Олімпійською Хартією. Метою Олімпійського руху є сприяти побудові мирного й кращого світу за допомогою виховання молоді засобами спорту відповідно до ідей Олімпізму і його цінностями.
Трьома головними компонентами Олімпійського руху є:
- Міжнародний олімпійський комітет (МОК),
- Міжнародні спортивні федерації (МСФ),
- Національні Олімпійські комітети (НОК).

Для будь-якої особи або організації, що належить до Олімпійського руху в будь-якій якості, положення Олімпійської Хартії обов'язкові; вони також повинні твердо виконувати рішення МОК.
Крім трьох основних компонентів, в Олімпійський рух входять також Оргкомітети з проведення Олімпійських Ігор (ОКОІ), національні асоціації, клуби й особи, що є членами МСФ і НОК, і особливо спортсмени, дотримання інтересів яких становить основний елемент діяльності Олімпійського руху, а також судді, рефері, тренери й інші спортивні офіційні особи й технічні фахівці. У нього включені також інші організації й установи, визнані МОК.